# ید-۱۲۵
ید-۱۲۵ ( ۱۲۵I) یک رادیوایزوتوپ ید است که در سنجش‌های بیولوژیکی، تصویربرداری پزشکی هسته‌ای و در پرتودرمانی به عنوان براکی‌تراپی برای درمان تعدادی از بیماری ها، از جمله سرطان پروستات، Uveal melanoma و تومورهای مغزی استفاده می شود. این ایزوتوپ بعد از ید-۱۲۹، دومین رادیوایزوتوپ با نیمه عمر بالای ید است.

## یادداشت ها و منابع
1. ↑  "Radionuclide half-life measurements data". NIST. 6 September 2009. Archived from the original on 29 March 2019. Retrieved 3 November 2019.